# Wintergoldhähnchen

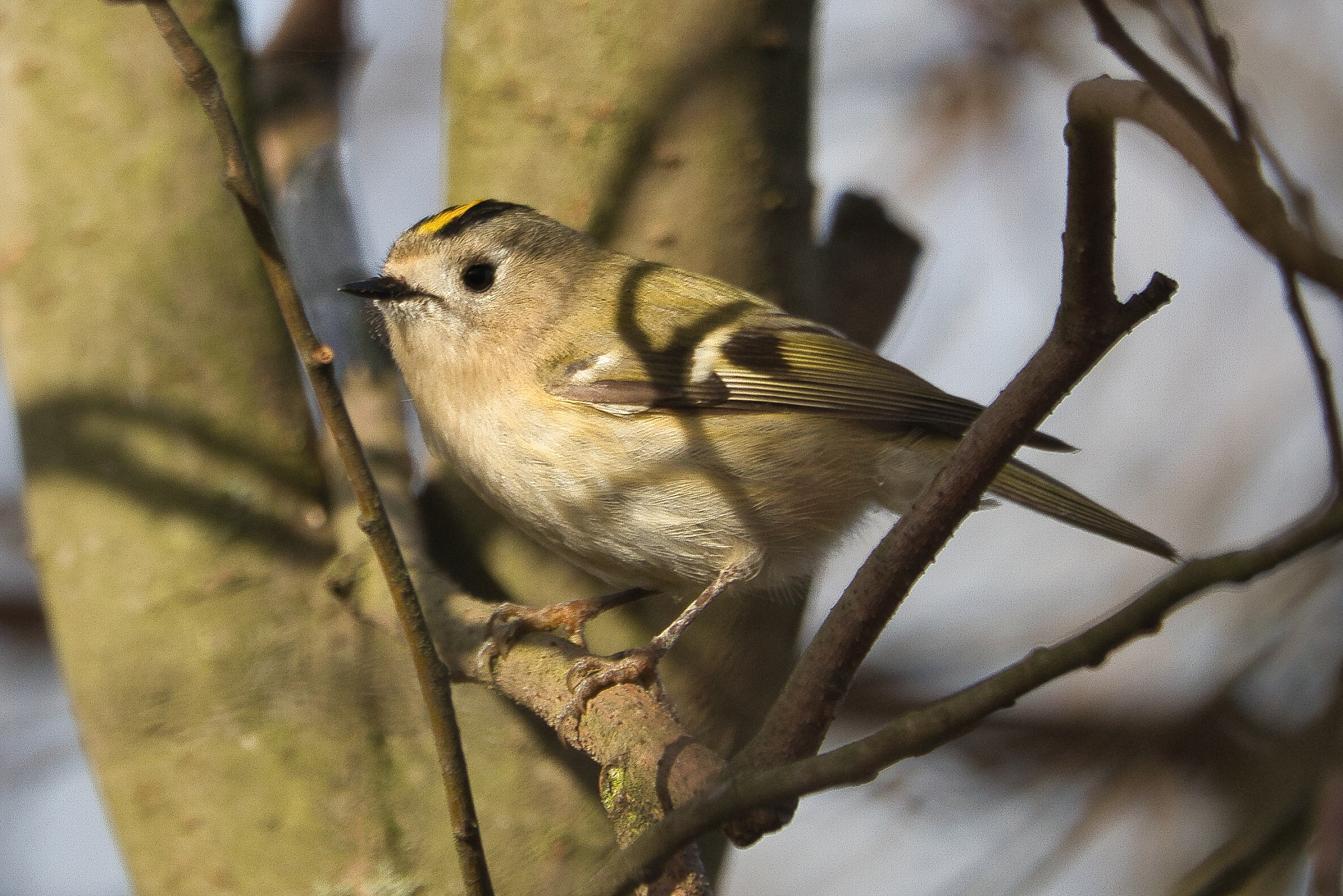

Das Wintergoldhähnchen (Regulus regulus) ist eine der kleinsten Vogelarten Europas. Mit seinen etwa neun Zentimetern Körpergröße wiegt es nur zwischen vier und sieben Gramm. Es ist leicht mit dem Sommergoldhähnchen zu verwechseln, das aber anders als das Wintergoldhähnchen einen weißen Überaugenstreifen und leuchtend gelbgrüne Halsseiten besitzt. Die Reviere dieser beiden Vogelarten, die viele ähnliche Verhaltensweisen haben, überlappen sich gelegentlich. Das Wintergoldhähnchen steht jedoch nicht in direkter Nahrungskonkurrenz mit dem Sommergoldhähnchen, da es sich mit seinem Nahrungsspektrum auf kleinste Beutetiere spezialisiert hat und, anders als das Sommergoldhähnchen, diese bevorzugt auf der Unterseite von Ästen sucht.
Wintergoldhähnchen brüten überwiegend in Nadelbäumen. Sie verwenden zum Nestbau unter anderem Spinnstoffe aus den Eierkokons von Spinnen und den Gespinsten einiger Raupenarten und errichten dadurch ein besonders stabiles Hängenest. Es ist so gut isoliert, dass das Weibchen bei jedem Wetter bis zu 25 Minuten die zu bebrütenden Eier verlassen kann, ohne dass diese auskühlen.

## Erscheinungsbild

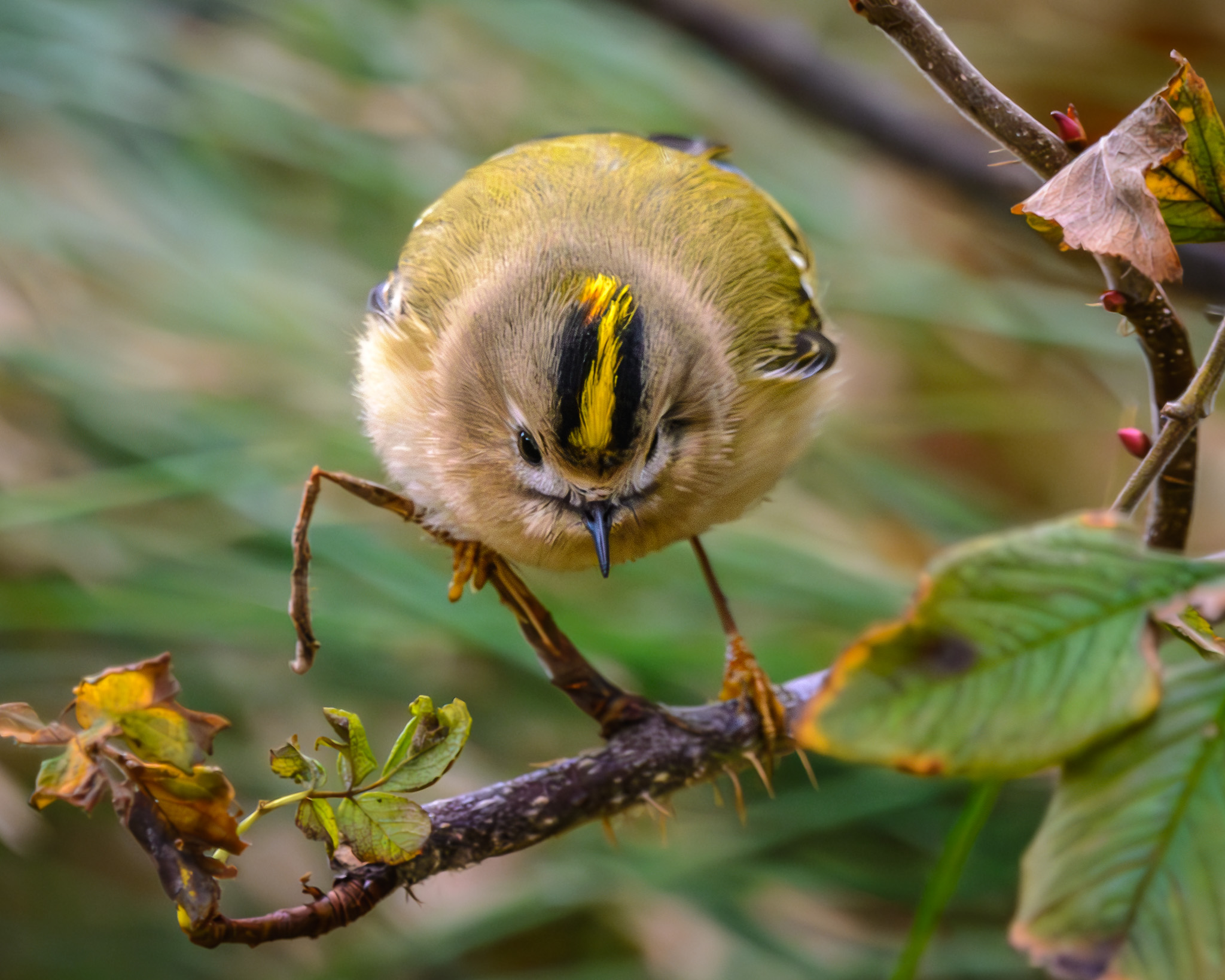
Auf dem Foto ist deutlich der auffällige, farbig abgesetzte Scheitelstreif zu sehen

Wintergoldhähnchen sind durchschnittlich etwa neun Zentimeter lang. Der Körper der Vögel wirkt stets rundlich aufgeplustert, da das Nackengefieder etwas verlängert ist und der Kopf dadurch nicht klar vom Körper abgehoben ist.
An der Körperoberseite ist das Gefieder fahl olivgrün bis gelbgrün, die Körperunterseite dagegen ist grauweiß bis graugrünlich. Die Schwungfedern sind im Vergleich zum übrigen Gefieder etwas bräunlicher. Die olivbraunen Arm- und Handdecken sind an der Spitze heller und bilden dadurch eine gelblichweiße Flügelbinde.
Beide Geschlechter haben einen auffällig, farbig abgesetzten Scheitelstreif, der an den Seiten durch kleine schwarze Federn begrenzt ist. Bei den Weibchen ist der Scheitelstreif rein gelb bis gelbgrün. Beim Männchen ist der Scheitelstreif dagegen im Zentrum orange und im Randbereich gelb. Die orangefarbenen Federchen der Mitte sind jedoch meist durch die gelben Randfedern bedeckt, so dass bei Freilandbeobachtungen die Geschlechter häufig nicht zu unterscheiden sind.
Das Gefieder des Gesichts ist hell, und anders als beim Sommergoldhähnchen verläuft kein weißer Strich über das Auge hinweg. Die Iris ist dunkel und durch das umgebende helle Federkleid klar abgehoben. Der Schnabel ist von dunkler Farbe, die Nasenlöcher sind durch zwei Borstenfedern verdeckt.
Einige Körperbaumerkmale weisen auf die hohe Anpassung an das Leben in Nadelwäldern hin. Ähnlich wie bei der gleichfalls in Nadelwaldbeständen vorkommenden Tannenmeise hat auch das Wintergoldhähnchen eine lange und stark gebogene Rückwärtskralle. An den Fußsohlen befinden sich stark ausgeprägte Zehenschwielen. Beim Sommergoldhähnchen sind diese dagegen schwächer ausgebildet.
Wintergoldhähnchen vermeiden in der Regel ein Überfliegen größerer deckungsfreier Strecken. Sind sie doch dazu gezwungen, erinnert ihr Flug an den wellenförmigen von Tannenmeisen. An ihrem Zielort landen sie an den Stellen, an denen die Zweige sehr eng beieinander stehen.

## Stimme

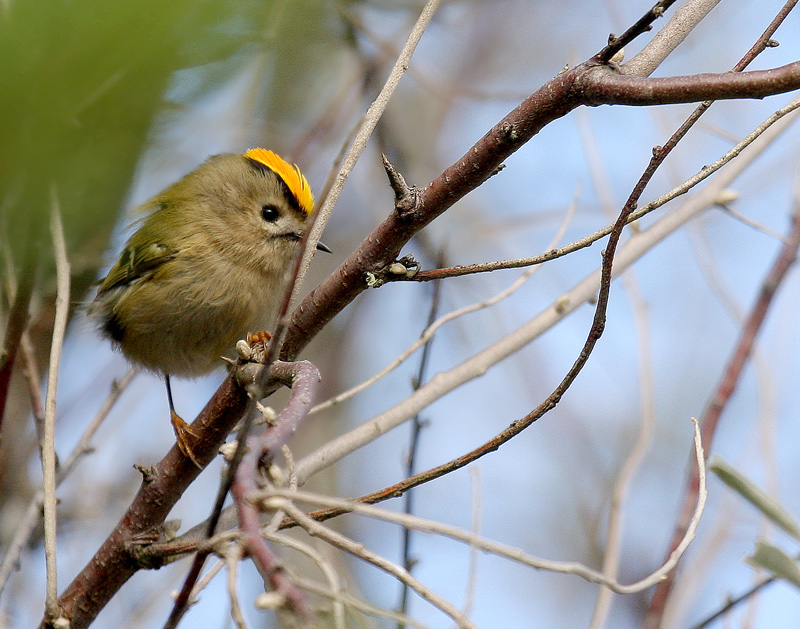
Wintergoldhähnchen

Der Gesang und die Rufe der Wintergoldhähnchen sind so hoch, dass sie von vielen Menschen gar nicht oder nur in unmittelbarer Nähe wahrgenommen werden können. Tonbandaufnahmen und Sonagrammanalysen sind daher wesentliche Hilfsmittel zur Untersuchung der Lautäußerungen des Wintergoldhähnchens.
Stimmäußerungen wie Stimmfühl-, Warn- und Flugrufe, die nicht im Zusammenhang mit der Fortpflanzung stehen, sind bei Wintergoldhähnchen und Sommergoldhähnchen weitgehend ähnlich. Dies begünstigt wahrscheinlich die gelegentlich im Winter zu beobachtende Schwarmbildung der beiden Arten. Die deutlich unterschiedlichen Lautäußerungen beim Reviergesang verhindern dagegen eine Hybridisierung der beiden Arten, deren Reviere sich gelegentlich überlappen.
Der Reviergesang wird nur vom Männchen vorgetragen; er ist besonders häufig von solchen Männchen zu hören, die gerade im Brutrevier angekommen sind und noch keine Partnerin haben. Anders als viele andere Vogelarten trägt das Wintergoldhähnchen seinen Reviergesang nicht von einer exponierten Warte aus vor. Sie lassen ihren Gesang vielmehr während der Nahrungssuche erklingen und unterbrechen sie jeweils kurz, wenn sie ein Beutetier gefunden haben. Wie häufig er über die Fortpflanzungsperiode zu hören ist, ist individuell unterschiedlich. Er ist meist das letzte Mal zu hören, wenn die Jungvögel der zweiten Jahresbrut flügge werden.
Der Reviergesang besteht aus wispernden, im Gegensatz zum Sommergoldhähnchen nicht in der Tonhöhe ansteigenden, sondern rhythmisch in der Tonhöhe stetig an- und absteigenden Elementen. Er endet mit einem kurzen Triller, der individuell verschieden ist. Häufig enthalten diese Endschnörkel fremdimitierte Elemente wie etwa das hüid des Zilpzalps oder das pink des Buchfinks. Reviernachbarn und Partner erkennen sich an ihrem Endtriller. Das Vorspielen eines Endtrillers, der nicht von einem Reviernachbarn stammt, löst bei den Männchen ein deutliches, aggressives Verhalten aus. Auf den Endtriller eines Reviernachbars reagieren die Männchen dagegen kaum. Jungvögeln ist der Gesang nur teilweise angeboren; sie erlernen den vollständigen Gesang etwa ab dem 10. Lebenstag und haben ihn bis zum Ausfliegen aus dem Nest erlernt.
Während der Reviergesang nur von Männchen vorgetragen wird, ist der Plaudergesang von beiden Geschlechtern zu hören. Sie lassen diesen schwätzenden, leisen Subsong, bei dem sie viele andere Arten imitieren, kontinuierlich hören. Es handelt sich um ein melodiöses, sehr hoch vorgetragenes leises „sisisis“. Er ist im Gegensatz zum Reviergesang vollständig angeboren.

## Verbreitung

### Brutareal

Verbreitung des Wintergoldhähnchens:
Brutgebiete
Ganzjähriges Vorkommen
Überwinterungsgebiete

Das Wintergoldhähnchen ist ein Brutvogel Europas, Vorderasiens, Südwestsibiriens sowie der Gebirge Mittel- und Zentralasiens und brütet auch in Japan. Seine Gesamtverbreitung ist mit der der Fichte (Picea abies) weitgehend identisch. In diesem großen Verbreitungsgebiet weist diese Vogelart jedoch einige Verbreitungslücken auf. So fehlt es zum Beispiel in weiten Teilen Spaniens sowie in Osteuropa.
Je nach Autor werden zwischen 12 und 15 Unterarten unterschieden, wobei die im Osten vorkommenden Arten etwas größer sind. Die Nominatform Regulus regulus regulus ist die in Kontinentaleuropa beheimatete. Von ihr unterscheidet sich die in Großbritannien und Irland vorkommende Unterart R. r. anglorum durch ein etwas dunkleres Gefieder. Auf den Azoren kommen mit R. r. azoricus, R. r. sanctamariae und R. r. inermis drei Unterarten vor. Die auf Teneriffa vorkommenden Kanarengoldhähnchen R. (r.) teneriffae wurden früher dem Sommergoldhähnchen zugerechnet. Auf Grund von Verhaltensweisen, den Lautäußerungen sowie dem Reviergesang ordnet man diese Unterart mittlerweile jedoch gleichfalls den Wintergoldhähnchen zu, bzw. betrachtet sie als eigenständige Art.
Das von Nord- bis Mittelamerika verbreitete Goldkrönchen wurde früher gelegentlich als eine weitere Unterart des Wintergoldhähnchens angesehen. Dieses ist in Verhalten und Aussehen dem Wintergoldhähnchen ähnlich, weist aber insbesondere an der Kopfzeichnung auch Ähnlichkeit mit dem Sommergoldhähnchen auf. Nach heutigem Wissensstand ist es als eigenständige Art anzusehen.

### Wanderungen
Wintergoldhähnchen sind Teilzieher. Lediglich die Brutpopulationen des hohen Nordens verlassen im Winter vollständig ihre Brutgebiete. Die Brutvögel Finnlands ziehen beispielsweise in südwestlicher Richtung nach Deutschland, Belgien, den Niederlanden, Großbritannien und Nordfrankreich. Vereinzelt erreichen sie auch den Süden Frankreichs, den Norden Spaniens und Italiens. Während auffällige Masseneinflüge im Binnenland Mitteleuropas unbekannt sind, kommt es gelegentlich zu einem invasionsartigen Auftreten im Ost- und Nordseeraum. Dies ist vermutlich auf hohe Nachwuchsraten in Skandinavien, milde Winter in Mitteleuropa und günstige Windverhältnisse zurückzuführen. Der Wegzug aus den Brutarealen setzt im August ein und währt bis November und Anfang Dezember, wobei das Zugverhalten stark von den Witterungsverhältnissen abhängig ist. Der Heimzug setzt im Westen Mitteleuropas ab Anfang bis Mitte März ein und währt in der Regel bis Mai. Bislang konnten mehrfach Tageszugstrecken von 150 bis 240 Kilometern nachgewiesen werden. Die weitesten bisher bekannten Zugstrecken betrugen 2.100 Kilometer von St. Petersburg nach Kroatien und 2.475 Kilometer von Bornholm nach Algerien.
Dichte- oder nahrungsbedingte Evasionen sind für diese Art nicht bekannt. Nichtziehende Populationen sind bisher nicht eindeutig nachgewiesen, vielmehr scheint es sich beim Wintergoldhähnchen um einen Zugopportunisten zu handeln, der je nach Ernährungslage und Wetterbedingungen eine latente Zugbereitschaft bis in den Dezember hinein zeigt.

## Lebensraum
Das Wintergoldhähnchen ist grundsätzlich ein Nadelwaldbewohner mit einer starken Bindung an Fichten und andere kurznadelige Baumarten. In den typischen mitteleuropäischen Verbreitungsgebieten kommen Wintergoldhähnchen bevorzugt an nicht zu dicht stehenden, buschigen Altfichten mit gut ausgebildeten Kammästen und/oder Flechtenbewuchs vor. In älteren Laubholzbeständen brütet das Wintergoldhähnchen nur, wenn sich darin Fichtengruppen von mindestens sechzehn bis zwanzig Bäumen finden. Es nimmt auch Fichtenmonokulturen an, sobald die Bäume eine bestimmte Mindesthöhe erreicht haben. Im Gebirge brütet es auch in reinen Zirbelkieferwäldern oder in Arven-Lärchenwald.
Abweichend davon halten sich die auf den Azoren lebenden Wintergoldhähnchen bevorzugt in der immergrünen Macchie und im Wacholdergebüsch auf. Die auf Teneriffa vorkommenden Vögel dieser Art nutzen Baumheide als Nistbäume.
Außerhalb der Brutzeit sind Wintergoldhähnchen auch in für sie untypischen Lebensräumen zu beobachten. Sie halten sich dann auch in reinen Laubwäldern oder Schilfgebieten auf. In dieser Zeit sind sie gelegentlich auch in Stadtparks mit geringem Nadelholzbestand zu sehen.

## Nahrung

### Nahrungsspektrum
Wintergoldhähnchen fressen ausschließlich kleine Gliederfüßer, die täglich aufgenommene Nahrungsmenge entspricht mindestens ihrem Körpergewicht. Bei Jungvögeln, Vögeln in der Mauser oder bei Weibchen während der Eiablage kann der Nahrungsbedarf auf das Doppelte ansteigen.
Die Bandbreite der gefressenen Spinnen- und Insektenarten ist sehr groß. Wintergoldhähnchen bevorzugen jedoch möglichst kleine und weichhäutige Arten. Dies gilt auch im Vergleich zum Sommergoldhähnchen. Bei Untersuchungen zur Nahrungswahl wählten Wintergoldhähnchen aus einem Spektrum unterschiedlich großer Spinnen grundsätzlich die kleinsten Spinnen aus. Sommergoldhähnchen dagegen bevorzugten in derselben Versuchsreihe immer die jeweils größte Spinne. Den größten Nahrungsanteil machen beim Wintergoldhähnchen Springschwänze aus. Diese kleinen, rindenbewohnenden Gliederfüßer sind auch im Winter verfügbar. Das weitere Nahrungsspektrum des Wintergoldhähnchens umfasst Spinnen, kleine Raupen, Blattläuse, Staubläuse, Blattflöhe, Mücken, Netzflügler und Insekten- sowie Spinnengelege. Es gibt allerdings eine Reihe von Insekten, die in Größe und Weichhäutigkeit in das Beuteschema passen, jedoch trotzdem nicht gefressen werden. Zu diesen Insekten zählen unter anderem die Schmetterlinge aus den Gruppen der Widderchen, Bläulinge und Weißlinge. Zwergspinnen aus der Familie Erigonidae werden von den Wintergoldhähnchen wieder hochgewürgt, wenn sie sie versehentlich verschlucken. Grundsätzlich werden weibliche Spinnen eher angenommen als männliche.
Frisch geschlüpfte Jungvögel erhalten als erste Nahrung Springschwänze, die dann durch kleine Raupen und Spinnen ergänzt werden. Mit zunehmendem Alter der Jungvögel werden die Beutetiere größer. Wie Thaler-Kottek feststellte, verfüttern Elternvögel dabei durchaus auch Beutetiere, die sie selber entweder gar nicht oder nur bei großer Futterknappheit fressen würden. Ab dem 5. Lebenstag der Nestlinge verfüttern Goldhähnchen an ihren Nachwuchs auch winzige Gehäuseschnecken, die die Voraussetzung für die Knochenbildung sind. Ab dem 12. Lebenstag der Nestlinge geht die Menge an verfütterten Gehäuseschnecken deutlich zurück.

### Nahrungserwerb

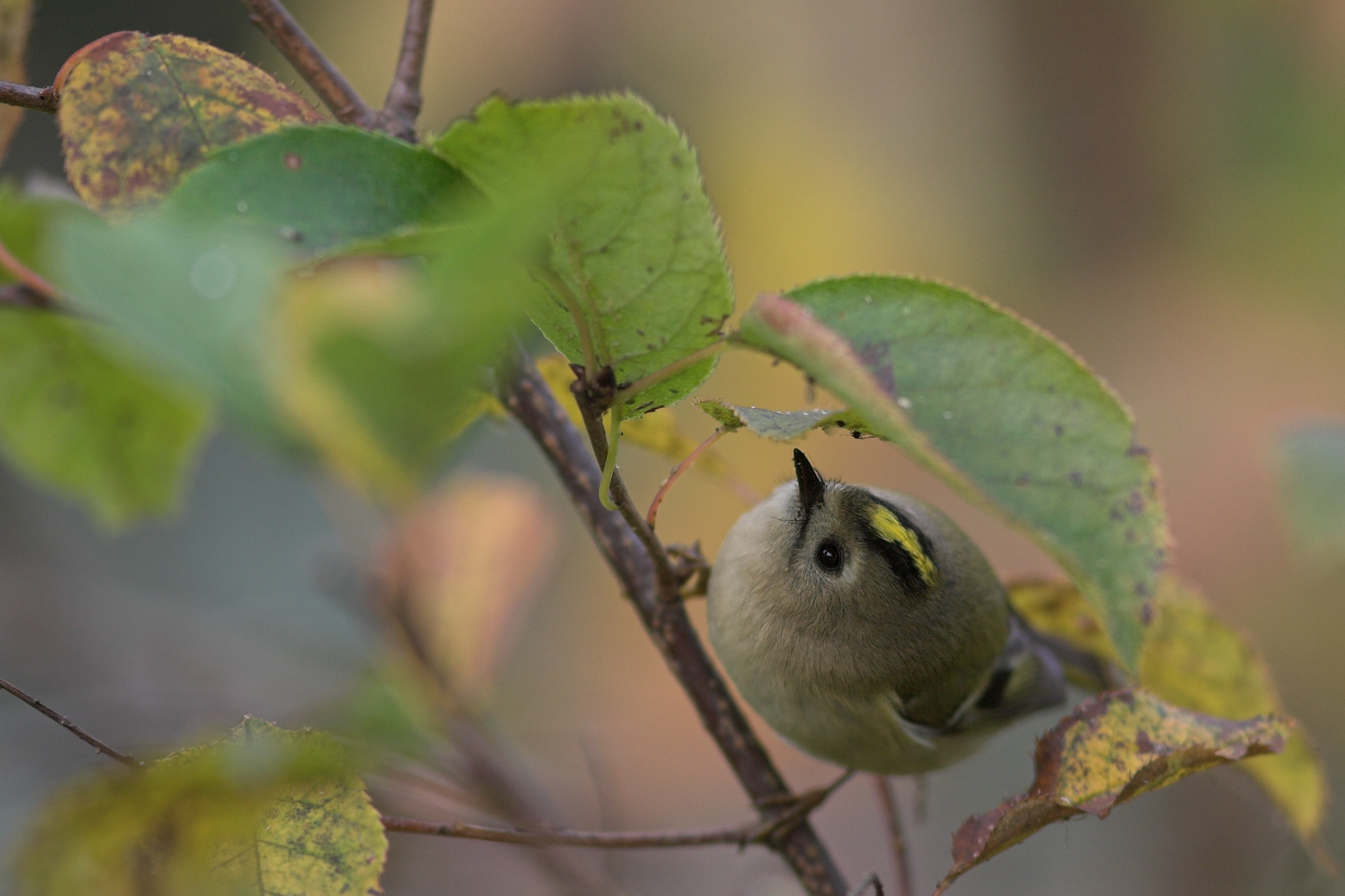
Wintergoldhähnchen beim Absammeln von an den Blattunterseiten sitzenden Insekten

Anders als Meisen sind die Arten aus der Gattung der Goldhähnchen nicht in der Lage, ihre Beute mit den Fußkrallen zu fassen. Sie sind auch nicht in der Lage, ihre Nahrung mit seitlichen Schnabelbewegungen zu zerteilen, wie dies etwa Körnerfresser beherrschen. Beutetiere, die wegen Flügeln oder Beinen zu groß sind, um sofort heruntergeschluckt zu werden, werden von ihnen dagegen gegen eine harte Unterlage geschleudert, bis alle sperrigen Extremitäten entfernt sind.
90 % ihrer Tagesaktivitäten verbringen Wintergoldhähnchen mit der Nahrungssuche. Sie suchen dabei ihre Nahrung in der Regel entlang von Ästen und halten sich dabei häufiger als Sommergoldhähnchen an den Astunterseiten auf. Bevorzugte Nahrungssuchplätze sind Kammäste älterer Fichten. Auf dem Boden suchen Wintergoldhähnchen in der Regel nicht nach Nahrung, auch ihren Wasserbedarf decken sie normalerweise durch Regen- und Tautropfen von Zweigspitzen. Wintergoldhähnchen suchen jedoch auf der Nahrungssuche gelegentlich auch bodennahes Gestrüpp auf. Bei starkem Schneefall schlüpfen sie gelegentlich sogar unter die Schneedecke, um so an darunter liegende Fichtenzweige zu kommen. Dort finden sie noch ausreichend Springschwänze und andere Kleininsekten ihres Beutespektrums, um auch unter diesen Wetterbedingungen zu überleben. Charakteristisch für Wintergoldhähnchen ist während der Nahrungssuche ein Flügelzucken, bei dem in der Regel der der Bewegungsrichtung entgegengesetzt liegende Flügel seitlich nach oben rasch gestreckt wird. Erregte Vögel zucken auch mit beiden Flügeln.
Wintergoldhähnchen beschränken sich auf für sie sofort optisch erkennbare Beutetiere. Anders als etwa Meisen suchen sie nicht nach sich versteckt haltenden Beutetieren. Für einen Meter Astlänge wenden sie etwa 1 Minute auf. Ihre Fortbewegungsweise wechselt dabei sehr schnell und unmittelbar. Teils bewegen sich die Vögel flatternd und hüpfend den Ästen entlang; immer wieder untersuchen sie die Astunterseite, indem sie sich an ein senkrecht herabhängendes Ästchen klammern, oder sie klettern herabhängende Äste kopfabwärts hängend hinab. Gelegentlich gehen sie auch in einen Schwirrflug über, um beispielsweise von einem Ende eines Zweiges Insekten abzupicken. Sie sind auf diese Weise auch in der Lage, aus einem freihängenden Radnetz einer Spinne Insekten herauszupicken. Im kurzen Sturzflug erbeuten sie gelegentlich sich rasch abseilende Spinnen oder Fluginsekten. Letztere werden allerdings nicht über eine längere Strecke verfolgt.
Oft lassen sich die Vögel bei der Nahrungssuche auch durch Menschen in nächster Nähe nicht stören.

## Komfortverhalten
Das Wintergoldhähnchen putzt während des Tages sein Gefieder mehrfach. Nur während der Mauser kann diese Putzphase bis zu 15 Minuten andauern. Typisch sind Pflegephasen von nur zwei bis drei Minuten. Im Winter dagegen beschränken sich die Putzsequenzen auf nur wenige Sekunden, sie werden dann jedoch mehrfach pro Stunde ausgeführt. Regen nutzen die Vögel, um zwischen den nassen Zweigen zu baden. Im Winter kann frisch gefallener Schnee auf den Zweigen für intensive Badephasen genutzt werden.
Der bevorzugte Schlafplatz von Wintergoldhähnchen sind dichte Fichtenäste. Sie suchen die Stellen auf der Oberseite eines Astes auf, der durch darüberhängende Äste besonders gut geschützt ist. Insbesondere im Winter versammeln sich an solchen Plätzen mehrere Wintergoldhähnchen, die gelegentlich sogar Körperkontakt zueinander halten.

## Fortpflanzung

### Imponierverhalten und Hetzflug
Wintergoldhähnchen sind territoriale Vögel. Zum Verhaltensrepertoire beider Geschlechter gehört daher ein Imponierverhalten, das sowohl bei der Revierverteidigung als auch bei der Partnerwahl eine Rolle spielt. Imponierende Vögel plustern sich dabei auf, die Scheitelfedern sind leicht abgespreizt und der Schwanz gelegentlich etwas gefächert. Diese Imponierhaltung wird beispielsweise dann gezeigt, wenn Männchen ihren Reviergesang vortragen. In direkter Konfrontation mit Artgenossen verstärkt sich diese Imponierhaltung. Die Scheitelfedern sind dann maximal gesträubt, die Flügel etwas gespreizt und der Vogel knickst mit nach unten gesenkten Schnabel gegenüber dem Artgenossen. Bei Weibchen ist dieses Imponierverhalten vor allem im Herbst zu beobachten, wenn bis zu fünf Weibchen so gegeneinander imponieren. Dabei ist ein intensiv vorgetragenes Sirren zu hören.
Bei der Konfrontation zwischen zwei Männchen kann dieses Imponierverhalten sehr schnell in einen direkten Angriff übergehen. Die beiden verkrallen sich ineinander, fallen dabei unter heftigem Flügelschlagen auf den Boden und versuchen sich gegenseitig Schnabelhiebe beizubringen.
Ein intensives Imponieren zeigt das paarungswillige Männchen auch gegenüber Weibchen. Es leitet damit die so genannte Hetzkopulae ein, bei der sich das Weibchen den Paarungsversuchen der Männchen durch Flucht entzieht. Diese Hetzkopulae sind fester Bestandteil des Paarungsverhaltens bei Wintergoldhähnchen und dienen vermutlich der Synchronisierung der beiden Partnervögel. Es wird regelmäßig auch durch das Weibchen ausgelöst, in dem es beispielsweise vor einem sie anfänglich nicht beachtenden Männchen demonstrativ Nistmaterial einträgt oder an ihm dicht vorbeifliegt. Paarungswillige Weibchen bleiben bewegungslos mit leicht abgespreizten Flügeln auf einem Zweig sitzen und haben gelegentlich ihre Kloakenfedern gespreizt.
Nur das Männchen zeigt dagegen Schauflüge, bei denen es in engen Spiralflügen meist isoliert stehende Fichten umfliegt. Bevorzugt werden beim Schaufliegen solche Bäume, die an der Grenze zum Reviernachbarn stehen.

### Brutrevier und Nest
Die Brutreviere sind mit einem Flächenmaß von unter 50 mal 50 Meter klein, die Form des Reviers ist von der Topographie und dem Bewuchs des Geländes bestimmt. Aus Freilandbeobachtungen weiß man, dass bereits 18 bis 19 große Bäume ausreichen, um ein Goldhähnchenpaar inklusive des Nachwuchses ausreichend mit Nahrung zu versorgen.
Männchen besetzen ein Revier und verfolgen dann in Hetzflügen die Weibchen, die angelockt durch die Reviergesänge im Revier auftauchen. Diese Hetzflüge gehen dann allmählich in ein Nestplatzzeigen durch das Männchen über. Nistplätze zeigt das Männchen dem Weibchen durch Rufe und ein langsames Drehen um die Körperachse sowie Flügelvibrieren an. Als Nistplätze werden Kammäste bevorzugt, deren herabhängende Zweige es erlauben, das für Goldhähnchen typische Hängenest zu errichten. Zeigt das Weibchen kein Interesse an dem vom Männchen vorgeschlagenen Standort, konzentriert er sich mit seinem demonstrativen Nestplatzzeigen auf andere Stellen in seinem Revier.
Zeigt das Weibchen Interesse an einem Standort, leitet das Männchen den Nestbau ein. Das Hängenest wird im engen Zweiggewirr von Nadelbäumen errichtet. Fichten stellen dabei den bevorzugten Nistbaum dar.
Wintergoldhähnchen haben in der Regel zwei Bruten pro Jahr. Der Nestbau des ersten Nestes wird von dem Männchen eingeleitet. Etwa ab dem dritten Tag beteiligt sich auch das Weibchen; insgesamt wenden die Vögel etwa 20 Tage für den Nestbau auf. Außen besteht das Nest überwiegend aus Moosen und Flechten sowie Spinnstoffen aus den Eierkokons von Spinnen und einiger Raupenarten. Gehalten wird das Nest von den herabhängenden Zweigen, die fest in die Außenwand verflochten sind. Typisch für Wintergoldhähnchennester ist die Verwendung von Flechten in der Außenwand. Sommergoldhähnchen verwenden hierfür eher Moos. Die mittlere Schicht besteht aus lockerem Moos und Flechten. Federn und Haare verschiedener Tierarten stellen die Innenauskleidung dar. Der zweite Nestbau wird von dem Weibchen initiiert. Er geht in der Regel schneller voran als der beim ersten.
Die Nester sind sehr stabil und so gut wärmeisoliert, dass Weibchen ihr Gelege oder die Jungvögel für längere Zeit verlassen können. Verlassene Nester können über Jahre den Witterungseinflüssen widerstehen.

### Das Gelege
Die Weibchen der Wintergoldhähnchen beginnen kurz vor der Eiablage die Männchen zur Verpaarung aufzufordern. Der Nestbau ist dann bereits so weit fortgeschritten, dass die Elternvögel dabei sind, das Nest innen zu polstern. Die Eiablage für das erste Gelege ist abhängig von der geografischen Lage und kann bereits im März beginnen. Typischerweise erfolgt sie jedoch im Laufe des Aprils. Das zweite Gelege wird ab etwa Juni angelegt. Es handelt sich um eine Schachtelbrut, das Weibchen legt die Eier des zweiten Geleges, noch bevor die Jungen des ersten flügge sind. Sie werden in dieser Zeit vom Männchen versorgt. Die Gelegegröße ist sehr groß; sie umfasst im Schnitt zwischen acht und 11 Eiern. Ein einzelnes Ei wiegt weniger als ein Gramm. Die Grundfarbe der Eier ist weiß, sie haben eine bräunlich-gelbe Fleckenzeichnung, die sich am stumpfen Pol des Eies verdichtet.
Das Gelege wird ausschließlich vom Weibchen bebrütet. Die Weibchen verbleiben immer nur kurz auf den Nestern, sie begeben sich nach spätestens 20 Minuten auf Nahrungssuche und kehren nach etwa 10 Minuten wieder in das Nest zurück. Da wegen des großen Geleges nur immer wenige Eier direkten Kontakt mit dem Brutfleck haben, wendet das Weibchen mit strampelnden Bewegungen ihrer Beine das Gelege in kurzen Abständen um.

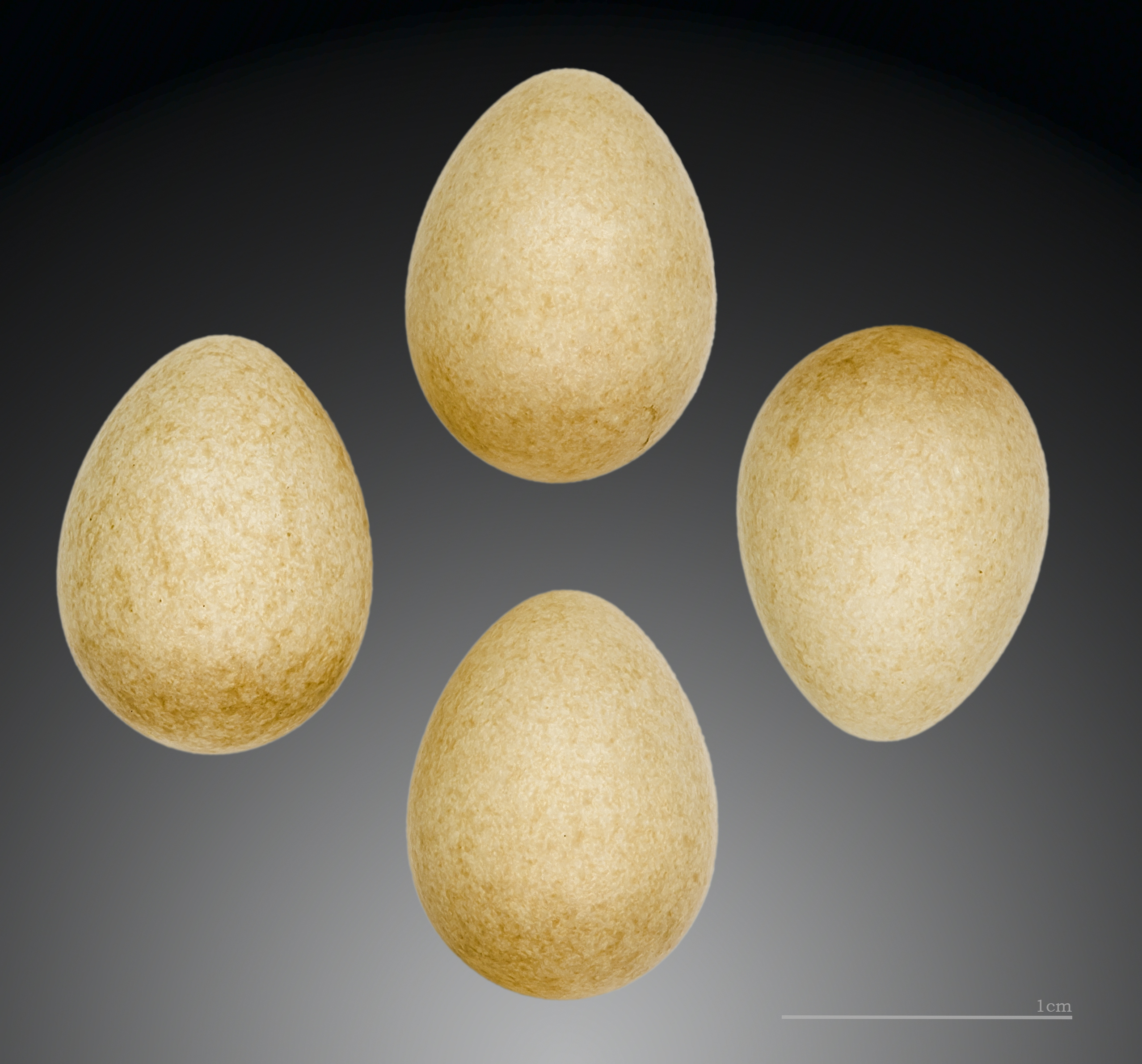
Regulus regulus regulus
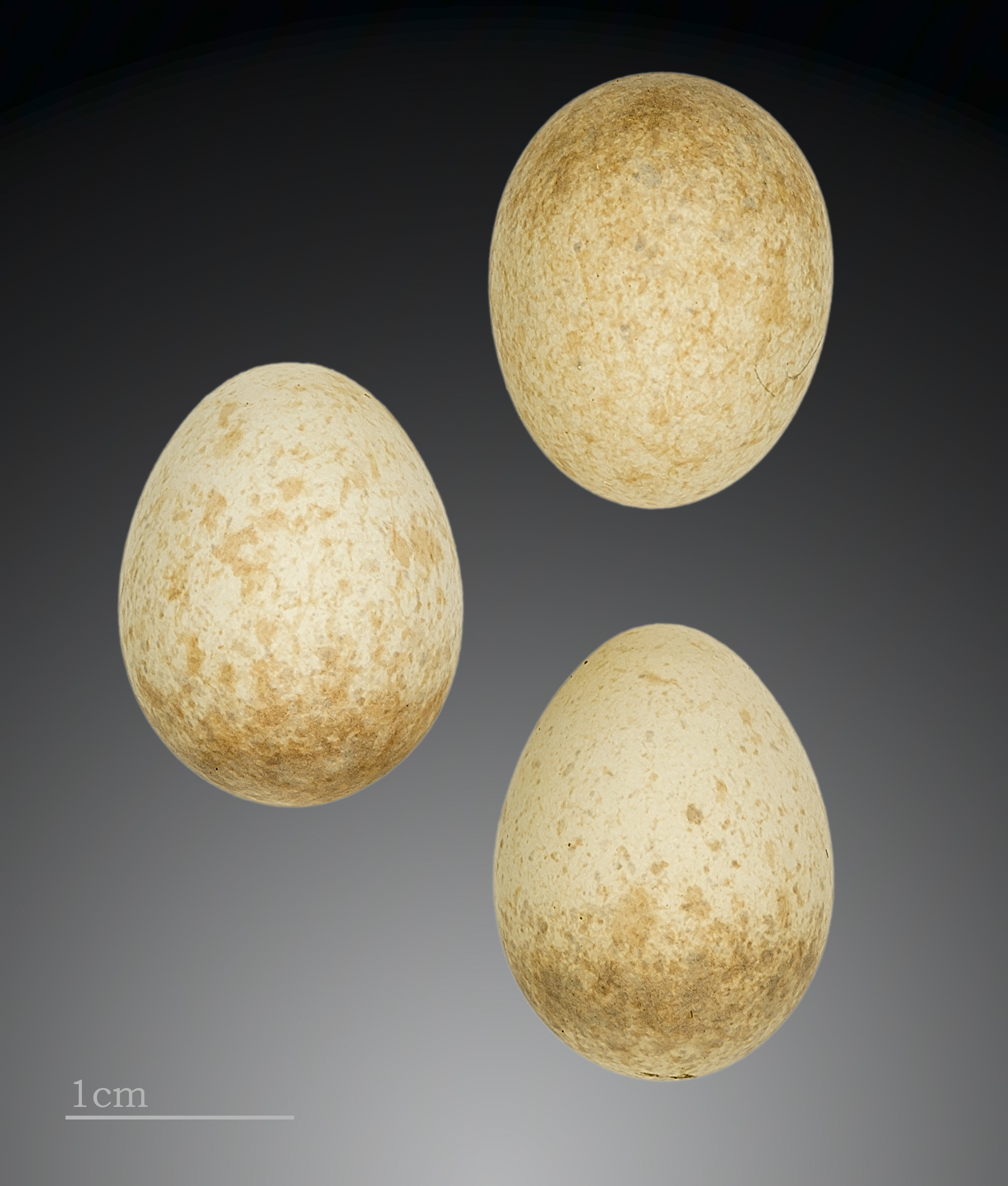
Regulus regulus azoricus
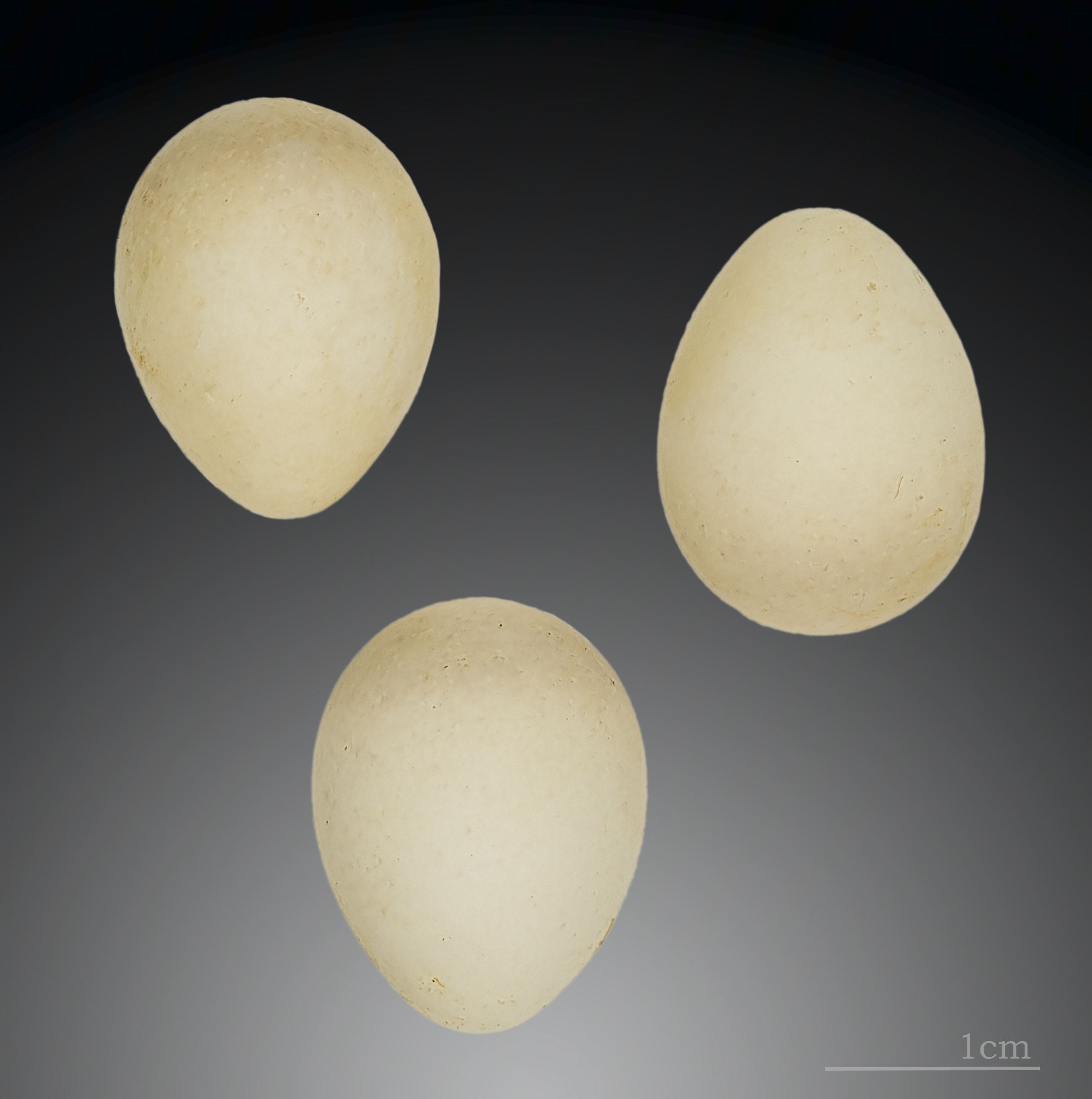
Regulus regulus inermis
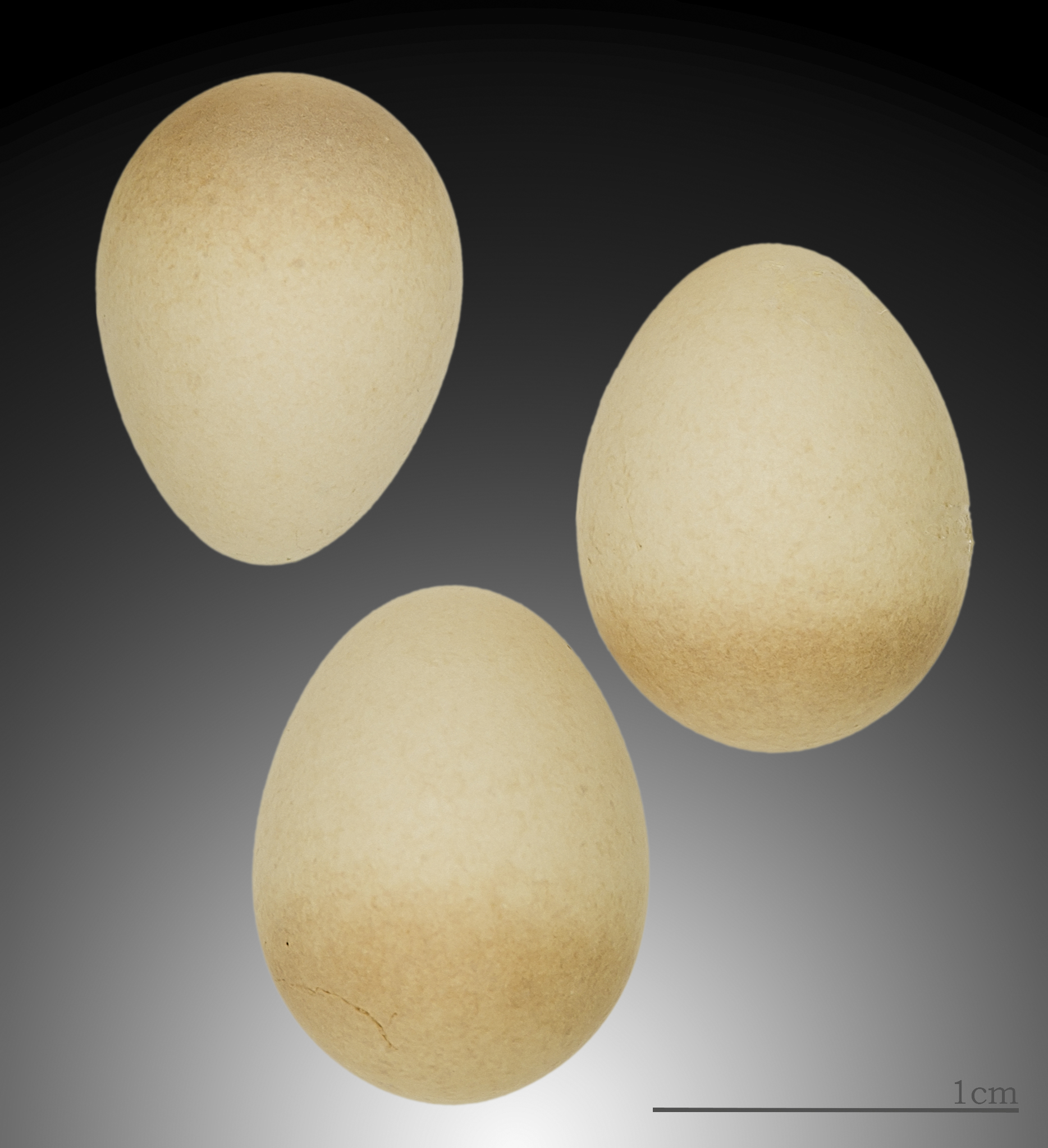
Regulus regulus teneriffae

### Die Jungvögel
Jungvögel schlüpfen etwa 15–16 Tage nach Brutbeginn. Meist sind nach etwa zwei Tagen alle Jungvögel eines Geleges geschlüpft. Die Eierschalen werden von den Elternvögeln sofort aus dem Nest getragen und weit entfernt vom Nest abgesetzt. Die Kotballen der Jungen werden anfangs von den Elternvögeln noch geschluckt. Der Kot von Nestlingen, die bereits den 5. Lebenstag erreicht haben, wird dagegen von den Elternvögeln abtransportiert und weit vom Nest entfernt abgesetzt.
Die Jungvögel des ersten Geleges werden überwiegend vom Männchen gefüttert. Die ersten Tage hudert das Weibchen noch intensiv, beginnt dann aber allmählich mit dem Bau des zweiten Nestes. Erst bei den Jungvögeln des zweiten Geleges ist auch das Weibchen in gleichem Maße an der Fütterung des Nachwuchses beteiligt. Die kugelförmige Form des Hängenestes bedingt, dass ab dem dritten Lebenstag die Nestlinge übereinander im Nest liegen. Oben liegende Jungvögel, die gerade gefüttert wurden, haben dabei die Tendenz in das Nestinnere, d. h. unter ihre Nestgeschwister zu kriechen. Dieses Verhalten fördert, dass alle Jungvögel des Nestes von den Eltern gefüttert werden.

### Alter
Wintergoldhähnchen können 4 Jahre alt werden. Besonders gefährdet sind sie allerdings während des Spätherbstes und dem Winter. In dieser Zeit sterben viele Wintergoldhähnchen an Nahrungsmangel oder Kälte. Besonders kritisch ist für sie, wenn sich auf den Ästen eine Eisschicht bildet und sie damit keine Möglichkeit haben, wie gewohnt an den Ästen entlang vor allem nach Springschwänzen zu suchen. Wintergoldhähnchen sind mehrfach beobachtet worden, wie sie in Schneeverwehungen entlang von Fichten einschlüpfen. Sie suchen dann entlang der eingeschneiten Fichtenzweige nach Nahrung.

## Bestand und Bestandsentwicklung
Der europäische Gesamtbestand wird zu Beginn des 21. Jahrhunderts auf 19 bis 35 Millionen Brutpaare geschätzt. Zu den Ländern mit Populationen mit mehr als einer Million Brutpaare zählt der europäische Teil Russlands (8 bis 15 Millionen Brutpaare), Schweden (zwei bis vier Millionen Brutpaare), Rumänien (1,84 bis 2,45 Millionen Brutpaare) und Deutschland (etwa eine Million Brutpaare). In Mitteleuropa brüten insgesamt etwa 2,3 bis 4,3 Millionen Paare.
Wintergoldhähnchen unterliegen erheblichen Bestandsschwankungen. Ursache sind die hohen Verluste während des Zuges sowie sehr harte Winter. In den Tiefebenen Mitteleuropas ist das Wintergoldhähnchen ein verhältnismäßig neu vorhandener Brutvogel. Vermutlich entwickelten sich größere Bestände erst im Laufe des 19. Jahrhunderts, als großflächig in diesen Regionen Fichten angepflanzt wurden. Dies förderte auch die Ausbreitung und Zunahme in den Mittelgebirgslagen. Dort wo große Immissionsschäden in Wäldern feststellbar sind, sind die Bestände zum Teil deutlich zurückgegangen. Dies gilt beispielsweise für das Erzgebirge, das Riesengebirge und den Böhmerwald. Ursache ist, dass die ausgedünnten Äste den Wintergoldhähnchen keinen ausreichenden Schutz mehr bieten und das Nahrungsangebot stark beeinträchtigt wird.

## Belege